# Sonja (TV-serie)
Sonja är en svensk kriminalserie från 1970 av Folke Mellvig som sändes i TV1 i dåvarande Sveriges Radio. Serien regisserades av Herman Ahlsell och bestod av fem halvtimmes långa avsnitt som sändes mellan 8 september och 6 oktober 1970.

## Rollista
- Suzanne Brenning – Sonja Hallberg
- Lennart Lundh – Roger Malmström [1]
- Claes Sylwander – Henry Kjellgren
- Alf Nilsson – Allan Rosander
- Rolf Nordström – Lennart Hallberg
- Mimmo Wåhlander – Irene Linder
- Berta Hall – fru Persson
- Gunilla Nyroos – kontorsflickan
- Yngve Nordvall – Olle Nyman
- Lillwi Wallman – Marianne Videll
- Rune Ottosson – vännen
- Ellen Pellmas – sångerskan
- Pelle Valin – kyparen
- Tommy Jacobsson – nattklubbspianisten
- Lars Barringer – nattklubbsägaren